# 王宁 (演员)
王宁，男，黑龙江省牡丹江市人，中国演员，毕业于北京电影学院。

## 生平
1999年，王宁在电影《宏志班的故事》中扮演张华。2001年，在电视剧《不要和陌生人说话》中扮演小警察罗小锣。2005年在电视剧《我们无处安放的青春》饰演周离。
2006年，在电视剧《神雕侠侣》中饰演郭靖的弟子武敦儒。吴宇森执导的电影《赤壁》中，王宁饰演汉献帝；2009年，拍摄第一部话剧《索马里海盗》，在剧中饰演了张老师、小贩、小武僧等角色。与常远、艾伦一同参加第八届CCTV小品大赛，表演小品《落叶归根》，获得了优秀演员奖，小品《落叶归根》也获三等奖。后还登上央视春晚，与蔡明、常远、郭丰周表演小品《天网恢恢》。在央视元宵晚会上，王宁与艾伦、常远合作表演小品《同学会》。与修睿、李乐儿主演由都市职场情景喜剧《废柴兄弟》，饰演废柴男许之一。与搭档艾伦一起代表开心麻花团队参加东方卫视《欢乐喜剧人》第二季。
2009年首次出演开心麻花舞台剧《索马里海盗》，后主演多部开心麻花舞台剧。其他代表作品有《乌龙山伯爵》、《旋转卡门》、《江湖学院》等。曾演出网络剧《废柴兄弟》、《香瓜七兄弟》。
2016年，据传王宁在合约到期后未与开心麻花续约，而是建立自己的“王宁工作室”，并将主要方向转投影视剧，推出了电视剧《我们无法安放的青春》，话剧《索马里海盗》、《乌龙山伯爵》，还有都市喜剧《废柴兄弟》、网络喜剧《谁还没点事》等作品。